# Liste von Kraftwerken in der Republik Kongo
Die Kraftwerke in der Republik Kongo werden sowohl auf einer Karte als auch in Tabellen (mit Kennzahlen) dargestellt. Die Liste ist nicht vollständig.

## Installierte Leistung und Jahreserzeugung
Im Jahre 2016 lag die Republik Kongo bzgl. der installierten Leistung mit 591,5 MW an Stelle 139 und bzgl. der jährlichen Erzeugung mit 1,696 Mrd. kWh an Stelle 143 in der Welt. Der Elektrifizierungsgrad lag 2013 bei 42 % (62 % in den Städten und 5 % in ländlichen Gebieten).

## Karte
| Djeno |

| Djoue |

| Eni |

| Imboulou |

| Moukoukoulou |

| Mpila |

## Kalorische Kraftwerke
| Name des Kraftwerks | Inst. Leistung (MW) | Typ    | Status     |
| ------------------- | ------------------- | ------ | ---------- |
| Djeno               | 50                  | Erdgas | in Betrieb |
| Eni                 | 320                 | Erdgas | in Betrieb |
| Mpila               | 25,6                | Diesel | in Betrieb |

## Wasserkraftwerke
| Name des Kraftwerks | Inst. Leistung (MW) | Fluss   | Status     |
| ------------------- | ------------------- | ------- | ---------- |
| Djoué               | 15                  | Djoué   | in Betrieb |
| Imboulou            | 120                 | Léfini  | in Betrieb |
| Moukoukoulou        | 74                  | Bouenza | in Betrieb |